# باشگاه فوتبال راتچابوری
باشگاه فوتبال راتچابوری (به تایلندی: สโมสรฟุตบอลจังหวัดราชบุรี) یک باشگاه فوتبال واقع در راتچابوری در کشور تایلند می‌باشد که در لیگ دسته اول فوتبال تایلند بازی می‌کند.
این باشگاه در سال ۲۰۰۴ میلادی بنیان‌گذاری شده است.وفا هخامنش هم اکنون عضو این تیم است. که در دسته پایین لیگ تایلند ۱۶ تیمی  در رده ۱۵ قرار دارد.وفا هخامنش بازیکن ایرانی مدافع این تیم است.